# Cauayan (Isabela)
Pour les articles homonymes, voir Cauayan.
Cauayan est une municipalité de la province d’Isabela, aux Philippines.